# Rastislav Gajdoš
Rastislav Gajdoš (* 13. února 1972 Košice) je český herec slovenského původu.
V roce 1998 Vystudoval muzikálové herectví na brněnské JAMU. Poté nastupuje do angažmá do zpěvohry Národního divadla Brno. Od roku 2004 je ve stálém angažmá Městského divadla Brno.

## Role v Městském divadle Brno
- Richard lupič – Znamení kříže
- Malý Bonaparte – Sugar! (Někdo to rád horké)
- pan Lyons – Pokrevní bratři
- Vévoda z Cornwallu – Král Lear
- Rainer von Abt – Skleněný pokoj
- Tony Giordano – Donaha!
- Eda Lorenc – Splašené nůžky
- Sir Bedever – Monty Python´s Spamalot
- Rychtář Heřman – Devět křížů
- Cullen – Medicus
- Muži v Eastwicku – Čarodějky z Eastwicku